# William Hudson
William Hudson (1730 – 1793) è stato un botanico e farmacista britannico.
Nel 1761 fu nominato membro della Royal Society.

## Opere
- Flora Anglica (1762), su books.google.com.